# جوزيف هانغرفورد برينرد
جوزيف هانغرفورد برينرد (بالإنجليزية: Joseph Hungerford Brainerd)‏ هو محرر أمريكي، ولد في 22 مارس 1801 في Portland, Connecticut ‏ في الولايات المتحدة، وتوفي في 28 مارس 1879.